# Oleg Pavlov
Oleg Olegovitsj Pavlov (Russisch: Олег Олегович Павлов) (Moskou, 16 maart 1970 — aldaar, 7 oktober 2018) was een Russisch schrijver, essayist en winnaar van de Russische Bookerprijs in 2002 en de Solzjenitsynprijs in 2012. Internationaal bekend vanwege zijn tragikomische boek De Aardappels en de Staat (Russisch: Kazonnaja skazka) uit 1994. Zijn werk is grotendeels autobiografisch en heeft vooral betrekking op de periode waarin hij als Goelag-kampbewaarder zijn dienstplicht vervulde in Oezbekistan en Kazachstan. Maar hij schreef eveneens over het leven in Rusland, zijn boek "Russische mensen in de 20e eeuw" is deels gebaseerd op zijn eigen ervaringen en op brieven van en aan de Russische schrijver Aleksandr Solzjenitsyn. Zijn werken zijn vertaald in het: Engels, Frans, Italiaans, Nederlands, Mandarijn, Hongaars, Pools en Kroatisch.

## Biografie
Pavlov studeerde aan het Maksim Gorki Literair Instituut te Moskou. Tijdens zijn dienstplicht was hij gestationeerd in onder andere Oezbekistan en Kazachstan. Hij verbleef enige tijd in een psychiatrische kliniek en werd vanwege een hoofdtrauma eerder van zijn dienstplicht ontslagen. Pavlov  Zijn debuut was in het Russische tijdschrift Literaire Recensie (Russisch: Literatoernoje Obozrenije) in 1990 met de lyrische verhalen "Berichten Vanonder de Laars" en "Elegie van een Bewaarder". Maar Pavlov's romandebuut is De aardappels en de staat, tevens zijn bekendste boek. In 1998 veroorzaakte Pavlov enige oproer met zijn essay Totalnaja Kritika (Totale Kritiek), hierin uitte hij stevige kritiek op mensen die het aan talent, intelligentie en bewustzijn ontbreekt om kunstenaar te zijn maar deze wel negatief bekritiseren. Op 7 oktober 2018 is Pavlov gestorven aan een hartaanval. Oleg Olegovitsj Pavlov is 48 jaar oud geworden.

## De Aardappels en de Staat
Pavlov's romandebuut is "De aardappels en de Staat". Het is een roman die Pavlov publiceerde toen hij nog maar net 24 jaar oud was. Het verhaal gaat over kapitein Vanja, gestationeerd op de Kazachse steppe, die in de problemen komt met de legerleiding wanneer hij het karige rantsoen aardappelen, dat aan hem en zijn mannen is uitgeleverd, besluit te planten in plaats van zelf op te eten. Hij wil zelf aardappels telen om tekorten in de toekomst te voorkomen, dit initiatief wordt door de legerleiding echter bezien als diefstal van staatseigendom.

## Prijzen
- 1995 - Novj Mir-prijs (tijdschriftprijs)
- 1997, 2002 - Oktjabr-prijs (Tijdschriftprijs)
- 2002 - Russische Bookerprijs
- 2009 - Znamjaprijs (tijdschriftprijs)
- 2012 - Solzjenitsynprijs
- 2017 - Angelusprijs

- Bibliothèque nationale de France: cb14511395c (data)
- Gemeinsame Normdatei: 1011452596
- International Standard Name Identifier: 0000 0003 7472 8945
- Library of Congress Control Number: nr99004193
- Nationale Bibliotheek van Tsjechië: xx0065580
- Nationale Bibliotheek van Israël: 987007455344405171
- Nederlandse Thesaurus van Auteursnamen: 185590217
- LIBRIS: 230352
- Système universitaire de documentation: 082704961
- Virtual International Authority File: 166812824
- WorldCat: E39PBJrwVFG7BqhQMf6b9DKmVC